# Laval-Saint-Roman
Laval-Saint-Roman è un comune francese di 238 abitanti situato nel dipartimento del Gard, nella regione dell'Occitania.

## Società

### Evoluzione demografica
Abitanti censiti